# روسیه ۲۳۲
سیارک ۲۳۲ (به انگلیسی: 232 Russia) دویست و سی و دومین سیارک کشف شده‌است که در ۳۱ ژانویه ۱۸۸۳ و در وین کشف شد.
قدر مطلق سیارک برابر ۱۰٫۲۵ است.